# 미산역
미산역(眉山驛)은 경상북도 예천군 보문면 미호리에 위치했던 경북선의 철도역이다. 보문역보다 보문면의 중심지에 더 가까이 위치했으나, 현재 흔적은 대부분 남아 있지 않다.

## 연혁
- 1966년 12월 29일 : 임시승강장으로 영업 개시[1]
- 1974년 8월 15일 : 무배치간이역으로 변경[2]
- 1984년 10월 11일 : 을종승차권대매소 중지
- 1998년 1월 1일 : 여객 취급 중지
- 2001년 7월 1일 : 폐역[3]